# Осташинский, Наум Иосифович
Наум Иосифович Осташинский (14 мая 1927, Васильков Украина — 23 ноября 2004) — заслуженный учитель УССР, создатель и бессменный руководитель первой на Украине и в СССР Детской художественной студии в городе Киеве. Художник-график, писатель, поэт.

## Биография

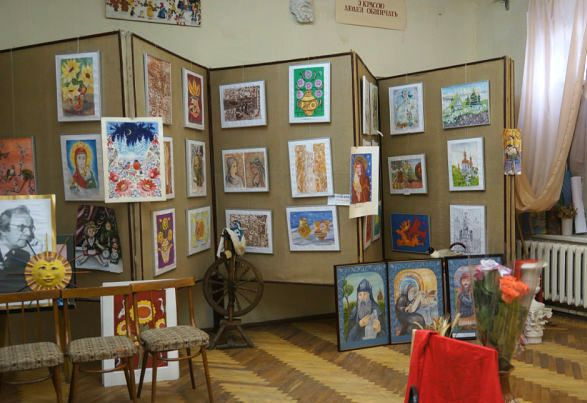
Большой зал Детской художественной студии

Родился 14 мая 1927 года в г. Василькове Киевской области, в семье рабочих. Окончил 6 классов средней школы в 1941 году. В 14 лет добровольцем ушел на войну. Участвовал в строительстве противотанковых окопов возле реки Ирпень. Впоследствии попал под Сталинград в строительный батальон, строил противотанковые рубежи. Отморозил ноги и лечился на Урале. После лечения учился в Фабрично-заводском училище (ФЗУ). Практику проходил на военном авиазаводе в г. Уфа, овладев специальностями токаря, фрезеровщика и шлифовщика. Был ударником стахановского движения, членом молодёжной фронтовой бригады. В свободное время рисовал и писал стихи.
В сентябре 1945 года переехал в Киев с матерью и братом (отец умер на Урале). Поступил в Киевское училище прикладных искусств на скульптурное отделение. Успешно сдал вступительные экзамены и был зачислен сразу на второй курс. После успешного окончания училища его оставили на преподавательской работе. Потом он преподавал рисование и черчение в средних школах г. Киева. Набирался опыта педагогической работы. Также работал в комсомольской организации.
В мае 1949 г. Наум начал создавать детскую художественную студию. Поступил на художественно-графический факультет Московского полиграфического института, который окончил в 1955 г.
Родные Наума Осташинского тоже творческие люди. Старший брат — Борис Иосифович — участник ВОВ, майор запаса, был известным в Киеве драпировщиком. Изготовленные его руками шторы и занавеси украшали многие театры, посольства, знаменитый Мариинский дворец. Младший брат — Аркадий Иосифович — был известным художником-оформителем при художественном фонде Украины. Родной племянник — Иосиф Борисович — сейчас мастер традиционного народного искусства.
За 55 лет деятельности детской художественной студии в её стенах коснулись секретов искусств и доброты свыше 5 тысяч детей г. Киева и Киевской области. Также среди учеников студии были дети из г. Попельне (Житомирской обл.), Канева, Черкасс и многих других городов. Известные студийцы: Инна Муллер. Работы студийцев экспонировались более чем в 140 странах мира и были отмечены тысячами дипломами и другими наградами в нашей стране и за её пределами. В 1959 году студию было отмечено серебряной медалью ЮНЕСКО в Японии, а в 1978 г. премией имени Н. А. Островского. Денежные премии студия перечисляла в Фонд Мира. Много раз студию награждали медалями ВДНХ СССР и УССР.
На базе студии Министерство образования УССР проводило месячные курсы для учителей рисования и изобразительного искусства. Приезжали педагоги и художники из разных стран мира. Более 1500 детей и подростков стали магистрами разных видов и жанров искусств. Среди выпускников детской студии — такие выдающиеся деятели искусств: Алла Грачева, Анатолий Кущ, Владимир Прядко, Леонид Филенко, Борис Тулин, Михаил Шевченко, Андрей Харитонов и другие.
Детскую художественную студию посещали выдающиеся деятели искусств и науки, такие, как Борис Лятошинский и Василий Касьян, Наталья Ужвий и Николай Амосов, Игорь Шамо и Олег Антонов, Гнат Юра и Махмуд Эсамбаев, Платон Воронько и Дмитрий Кабалевский, Борис Олейник и Николай Сличенко, Аркадий Филиппенко и Леонид Смелянский, а также выдающиеся художественные коллективы: ансамбль им. П. Вирского, хор им. Г. Веревки, ансамбль им. Пятницкого, «Березка» и другие. Художественному творчеству учащихся Наума Осташинского было посвящено много телепередач, киножурналов, которые выпускали киностудии страны.
В 1962 году увидел свет хроникально-документальный фильм «Семь цветов радуги» (Укркінохроніка), а в 1964 г. — «Карандаш и жар-птица» (Укрнаучфильм). Более 70 статей Наума Осташинского было опубликованы в газетах и журналах Украины. Он многократно выступал по радио и телевидению с беседами об эстетическом и художественном воспитании детей и юношества. Являлся автором нескольких телевизионных сценариев и многих радиопередач для юных художников. Также и автор более 15 песен и музыки к ним. К некоторым песням музыку написали Д.Кабалевский и А.Филиппенко. Эти произведения звучали в исполнении многих детских хоров.
Проблемам эстетического воспитания детей и юношества посвящены четыре книги Осташинского. Наум Иосифович принимал участие в создании многих книг и сборников. Примером является сборник «Мы продолжаем себя в детях», созданный в соавторстве с Василием Сухомлинским. Наум Осташинский является автором трех сборников стихов на украинском языке, а также трех сборников сказок на украинском и русском языках. Всю свою жизнь человек и педагог Наум Иосифович принимал активное участие в общественной жизни страны. Он был избран членом Киевского Комитета Защиты Мира, членом бюро по работе с молодежью украинского общества охраны памятников истории и культуры, в бюро по работе с учащейся молодежью Украинского общества Красного Креста, членом Президиума Детского фонда Украины, научным корреспондентом Украинского института педагогики, членом научного совета эстетического воспитания Академии педагогических наук СССР и многих других организаций.
Педагогическая деятельность Наума Осташинского была отмечена многими правительственными наградами, а также медалями. В 1964 г. он был удостоен званием «Отличник народного образования», а в 1981 году ему было присвоено почётное звание Заслуженного учителя УССР. Как выдающийся человек Украины, получал президентскую стипендию. Его имя занесено в книги: «Киевляне», «Київ», «Життя видатних людей» и «Имена Украины».
Ушел в мир иной 23 ноября 2004 г. В годовщину ухода Наума Иосифовича, в 2005 году, вышла книга-сборник его неопубликованных стихов и фотографий жизни и деятельности «Сначала — человек, потом — художник» Архивная копия от 7 сентября 2014 на Wayback Machine. Эти слова были также девизом студии. Сейчас Детская художественная студия, расположенная по ул. Толстого, 5а, носит имя её основателя Н. И. Осташинского. В память о педагоге, в мае 2011 года, в Киеве по ул. Бассейная, 12 на доме, где жил Наум Осташинский последние 22 года, была установлена мемориальная доска.

## Заслуги
1. Награждён знаком «Отличник народного просвещения», 1964 год.
2. Член научного проблемного совета по эстетическому воспитанию при президиуме АПН СССР, 1975 год.
3. Нагрудным знаком «За активное участие в охране памятников ВОВ 1941—1945 гг.», 1978 год
4. Почетным званием «Заслуженного учителя Украинской ССР», 1981 год.
5. Бронзовой медалью за достигнутые успехи в развитии народного хозяйства СССР, 1985 год.
6. Награждён значком «Лучший пропагандист СОКК КП СССР», 1987 год.
7. Награждён памятным знаком «50 лет освобождения Украины», 1995 год.

## Награды
1. Медаль «За доблестный труд в Великой Отечественной войне 1941—1945 гг.», 1948 г.
2. Медаль «За доблестный труд в ознаменование 100-летия В. И. Ленина» , 1970 г.
3. Медаль «30 лет победы в ВОВ 1941—1945 гг.», 1975 г.
4. Медаль А. С. Макаренко, 1979 г.
5. Отличник погранвойск 1 степени, 1979 г.
6. Отличник погранвойск 2 степени, 1982 г.
7. Медаль в честь 1500-летия Киева, 1982 г.
8. Медаль «40 лет победы в ВОВ 1941—1945 гг.», 1985 г.
9. Медаль «Ветеран труда», 1986 г.
10. Медаль «50 лет победы в ВОВ 1941—1945 гг.», 1995 г.
11. Медаль «Защитник Отечества», 1999 г.

## Книги
1. «Советы юному скульптору», Киев, 1956 г.
2. «Посмотри вокруг», Москва, 1966 г.
3. «Киев глазами детей», Киев, 1974 г.
4. «Вогненні барви», Київ, 1978 р.
5. «Злікує людство доброта», Київ, 1993 р.
6. «З красою людей обвінчать», Київ, 1995 р.
7. «Казкова мозаїка», Київ, 1995 р.
8. «Красі добротою зростать», Київ, 1996 р.
9. «Весняна казка», Київ, 1996 р.
10. «Берег»(казки), Київ, 1998 р.
11. «Сначала — человек, потом — художник» Архивная копия от 7 сентября 2014 на Wayback Machine, Киев, 2005 г.